# ستيفن سميث (ملاكم)
ستيفن سميث (بالإنجليزية: Stephen Smith) مواليد 22 يوليو 1985 في ليفربول، مرزيسايد، إنجلترا، هو ملاكم محترف بريطاني يصنف ضمن فئة وزن الريشة بدأ مسيرته الاحترافية سنة 2008 حيث انتصر في نزاله الأول. حقق الميدالية الذهبية في دورة ألعاب الكومنولث 2006.

## إحصائيات
خاض خلال مسيرته 27 نزالا، فاز في 24 ولم يتعادل وخسر في 3. فاز بالضربة القاضية في 14 نزالا.

## الميداليات
| الميدالية | المسابقة                  |
| --------- | ------------------------- |
| ذهبية     | دورة ألعاب الكومنولث 2006 |

## روابط خارجية
- ستيفن سميث على موقع بوكس ريك (الإنجليزية) (registration required)
- ستيفن سميث على موقع اتحاد ألعاب الكومنولث (مؤرشف) (الإنجليزية)
- ستيفن سميث على موقع دورة ألعاب الكومنولث 2006 (مؤرشف) (الإنجليزية)